# Australian Open 1999
De 87e editie van het Australische grandslamtoernooi, het Australian Open 1999, werd gehouden tussen 18 en 31 januari 1999. Voor de vrouwen was het de 73e editie. Het werd in het Melbourne Park te Melbourne gespeeld.
Het toernooi van 1999 trok 473.296 toeschouwers.

## Belangrijkste uitslagen
Mannenenkelspel

Finale: Jevgeni Kafelnikov (Rusland) won van Thomas Enqvist (Zweden) met 4-6, 6-0, 6-3, 7-6
Vrouwenenkelspel

Finale: Martina Hingis (Zwitserland) won van Amélie Mauresmo (Frankrijk) met 6-2, 6-3
Mannendubbelspel

Finale: Jonas Björkman (Zweden) en Patrick Rafter (Australië) wonnen van Mahesh Bhupathi (India) en Leander Paes (India) met 6-3, 4-6, 6-4, 6-7, 6-4
Vrouwendubbelspel

Finale: Martina Hingis (Zwitserland) en Anna Koernikova (Rusland) wonnen van Lindsay Davenport (VS) en Natallja Zverava (Wit-Rusland) met 7-5, 6-3
Gemengd dubbelspel

Finale: Mariaan de Swardt (Zuid-Afrika) en David Adams (Zuid-Afrika) wonnen van Serena Williams (VS) en Maks Mirni (Wit-Rusland) met 6-4, 4-6, 7-6
Meisjesenkelspel

Finale: Virginie Razzano (Frankrijk) won van Katarína Bašternáková (Slowakije) met 6-1, 6-1
Meisjesdubbelspel

Finale: Eléni Daniilídou (Griekenland) en Virginie Razzano (Frankrijk) wonnen van Natalie Grandin (Zuid-Afrika) en Nicole Rencken (Zuid-Afrika) met 6-1, 6-1
Jongensenkelspel

Finale: Kristian Pless (Denemarken) won van Michail Joezjny (Rusland) met 6-4, 6-3
Jongensdubbelspel

Finale: Jürgen Melzer (Oostenrijk) en Kristian Pless (Denemarken) wonnen van Ladislav Chramosta (Tsjechië) en Michal Navratil (Tsjechië) met 6-7, 6-3, 6-0

## Uitzendrechten
De Australian Open was in Nederland en België te zien op Eurosport.
1905 · 1906 · 1907 · 1908 · 1909 · 1910 · 1911 · 1912 · 1913 · 1914 · 1915 · 1916–1918 · 1919 · 1920 · 1921 · 1922 · 1923 · 1924 · 1925 · 1926 · 1927 · 1928 · 1929 · 1930 · 1931 · 1932 · 1933 · 1934 · 1935 · 1936 · 1937 · 1938 · 1939 · 1940 · 1941–1945 · 1946 · 1947 · 1948 · 1949 · 1950 · 1951 · 1952 · 1953 · 1954 · 1955 · 1956 · 1957 · 1958 · 1959 · 1960 · 1961 · 1962 · 1963 · 1964 · 1965 · 1966 · 1967 · 1968
↓ open tijdperk ↓
1969 (m-v-md-vd-gd) · 1970 (m-v-md-vd) · 1971 (m-v-md-vd) · 1972 (m-v-md-vd) · 1973 (m-v-md-vd) · 1974 (m-v-md-vd) · 1975 (m-v-md-vd) · 1976 (m-v-md-vd) · jan 1977 (m-v-md-vd) · dec 1977 (m-v-md-vd) · 1978 (m-v-md-vd) · 1979 (m-v-md-vd) · 1980 (m-v-md-vd) · 1981 (m-v-md-vd) · 1982 (m-v-md-vd) · 1983 (m-v-md-vd) · 1984 (m-v-md-vd) · 1985 (m-v-md-vd) · 1986 · 1987 (m-v-md-vd-gd) · 1988 (m-v-md-vd-gd) · 1989 (m-v-md-vd-gd) · 1990 (m-v-md-vd-gd) · 1991 (m-v-md-vd-gd) · 1992 (m-v-md-vd-gd) · 1993 (m-v-md-vd-gd) · 1994 (m-v-md-vd-gd) · 1995 (m-v-md-vd-gd) · 1996 (m-v-md-vd-gd) · 1997 (m-v-md-vd-gd) · 1998 (m-v-md-vd-gd) · 1999 (m-v-md-vd-gd) · 2000 (m-v-md-vd-gd) · 2001 (m-v-md-vd-gd) · 2002 (m-v-md-vd-gd) · 2003 (m-v-md-vd-gd) · 2004 (m-v-md-vd-gd) · 2005 (m-v-md-vd-gd) · 2006 (m-v-md-vd-gd) · 2007 (m-v-md-vd-gd) · 2008 (m-v-md-vd-gd) · 2009 (m-v-md-vd-gd) · 2010 (m-v-md-vd-gd) · 2011 (m-v-md-vd-gd) · 2012 (m-v-md-vd-gd) · 2013 (m-v-md-vd-gd) · 2014 (m-v-md-vd-gd) · 2015 (m-v-md-vd-gd) · 2016 (m-v-md-vd-gd) · 2017 (m-v-md-vd-gd) · 2018 (m-v-md-vd-gd) · 2019 (m-v-md-vd-gd)  · 2020 (m-v-md-vd-gd) · 2021 (m-v-md-vd-gd) · 2022 (m-v-md-vd-gd) · 2023 (m-v-md-vd-gd) · 2024 (m-v-md-vd-gd) · 2025 (m-v-md-vd-gd)
Lijst van Australian Openwinnaars